# Бучко Дмитро Григорович
Дмитро́ Григо́рович Бучко́ (8 листопада 1937, с. Закіпці ґміни Нова Гребля Любачівського повіту Жешувського воєводства тогочасної Польщі (нині неіснує; поблизу с. Нова Гребля ґміни Олешичі Любачівського повіту Підкарпатського воєводства, Польща) — 11 лютого 2014, Тернопіль) — український вчений-мовознавець, фахівець у галузі ономастики. Доктор філологічних наук (1993), професор (1994) Тернопільського та Львівського університетів; надзвичайний професор Люблінського католицького університету та Люблінського університету Марії Кюрі-Склодовської (1998).

## Життєпис
Восени 1945 депортований у містечко Козлів (нині смт Козівського району Тернопільської області). Закінчив філологічний факультет Львівського університету (1960). Працював старшим лаборантом в Інституті суспільних наук АН УРСР; викладачем, старшим викладачем, доцентом Чернівецького університету.
Від 1993 був доцентом, завідувачем кафедри українського і загального мовознавства ТНПУ; від 1999 — керівником кафедри слов'янських мов. Одночасно від 1998 викладав у Люблінському католицькому університеті та на кафедрі української мови Львівського університету.

## Наукова діяльність
Дослідження з історії й ономастики української мови. Входив до авторського міжнародного колективу з укладання «Слов'янського ономастичного атласу» та до складу Національної ради з географічних назв при Кабінеті міністрів України. Був відповідальним редактором «Наукових записок ТНПУ. Серія: Мовознавство».
Брав участь у міжнародних наукових конференціях та конгресах в Україні, Австрії, Білорусі, Польщі; 1, 2, 4 з'їздах україністів світу (Київ, 1990; Львів, 1993; Одеса, 1996). Автор понад 150 наукових праць із топоніміки України, лексикографії, мовознавства.
Основні праці:
- монографія «Походження назв населених пунктів Покуття» (1990);
- словники: «Інверсійний словник ойконімів України» (2001); Словник української ономастичної термінології (2012,у співавторстві)[1];
- статті «Маловідомі сторінки з рукописної спадщини О. Павловського» (1962), «Топоніми на -івці, -инці та історія заселення України» (1979), «Ареали українських топонімів на -івці, -инці в XIV-ХХ ст.» (1980), «Засади укладання ономастичного атласу України», «Кілька уваг про принципи номінації в ойконімії України» (обидві — 1997), «Післявоєнне впорядкування назв населених пунктів і його вплив на ойконімійну систему України» (1998), «Класифікація ойконімів України (словотвірно-мотиваційний аспект)» (2001), «Регіоналізми в ойконімії України» (2003) та ін.
- ряд статей і збірка разом з дружиною Ганною Бучко.

Родина: в 1966 одружився з Ганною Бучко (при народженні Лідія Яців). У подружжя було двоє синів: Нестор і Ростислав.